# Josef Slíva
Josef Slíva nebo také Sliwa (25. listopadu 1898 Třinec – ?) byl československý reprezentant v krasobruslení. Získal osm titulů mistra ČSR v kategorii mužů. Na Zimních olympijských hrách 1924 skončil na čtvrtém místě, když ho o medaili připravil sporný verdikt rakouského rozhodčího. Zúčastnil se také Zimních olympijských her 1928, kde obsadil páté místo. Na mistrovství světa v krasobruslení byl v letech 1925 a 1926 shodně pátý. Na mistrovství Evropy v krasobruslení 1930, které pořádalo Štrbské Pleso, získal Slíva zlatou medaili, po šampionátu však vypukla aféra se zmanipulovanými rozhodčími a všechny výsledky byly anulovány. Byl také akademickým mistrem světa. Vystudoval České vysoké učení technické a se svými bratry provozoval stavební firmu.